# James N. Rosenau
James Nathan Rosenau (* 25. November 1924 in Philadelphia; † 9. September 2011 in Louisville) war ein US-amerikanischer Politikwissenschaftler. Er war Professor für Internationale Politik an der George Washington University, Washington, D.C. Als solcher beschäftigte er sich besonders intensiv mit dem Wechselverhältnis von Innen- und Außenpolitik und war 1984/85 Präsident der International Studies Association (ISA)
Er führte den Begriff Penetriertes System (ein Staat oder staatliches Gebilde, dessen Gesellschaft von einer anderen Gesellschaft so durchdrungen ist, dass es die Ziele der anderen Gesellschaft übernimmt) in die politikwissenschaftliche Diskussion ein.

## Schriften (Auswahl)
- Klaus Knorr, James N. Rosenau (Hrsg.): Contending approaches to international politics. Princeton, NJ : University Press, 1970
- Turbulence in World Politics: A Theory of Change and Continuity. Princeton University Press 1990
- Along the Domestic-Foreign Frontier: Exploring Governance in a Turbulent World. Cambridge 1997
- Globalization and Governance: Bleak Prospects for Sustainability. In: Internationale Politik und Gesellschaft (International Politics and Society) 3/2003
- Distant Proximities: Dynamics Beyond Globalization. Princeton University Press 2003
- Globalization, Security, and the Nation State: Paradigms in Transition. Herausgegeben mit Ersel Aydinli, State University of New York Press 2005
- The Study of World Politics: Theoretical And Methodological Challenges, Routledge 2006
- The Study of World Politics: Globalization and Governance, Routledge 2006